# Hong Kong Connection
Hong Kong Connection  (Yellowthread Street) est une série télévisée britannique en treize épisodes de 50 minutes créée par  Ranald Graham d'après les romans de   William Leonard Marshall, et diffusée du 13 janvier 1990 au 7 avril 1990 sur le réseau ITV1.
En France, elle a été diffusée à partir du 14 avril 1990 sur M6

## Synopsis
La série met en scène les enquêtes de policiers du commissariat de Yellowthread Street a Hong Kong dans les années 90, période britannique. 

## Fiche technique
- Titre français : Hong Kong Connection
- Titre original : Yellowthread Street
- Création : Ranald Graham d'après les romans de   William Leonard Marshall
- Scénario : David Wilks, Éric Wendell Robert Hammond, Lawrence Gray, Steve Burns, Claude Harz, William Marshall, et Phil O'Shea
- Sociétés de production : Yorkshire Television
- Société de distribution : ITV
- Pays d'origine :  Royaume-Uni
- Langue originale : anglais , chinois
- Format : couleur — 35 mm — stéréo
- Genre : policier
- Nombre d'épisodes : 13 (1 saison)
- Durée : 50 minutes
- Dates de première diffusion :
  - Royaume-Uni : 13 janvier 1990
  - France : 14 avril 1990

## Distribution

### Acteurs principaux
- Ray Lonnen : Inspecteur chef Alex Vale
- Doreen Chan : Inspecteur Jackie Wu
- Bruce Payne : Inspecteur Nick Eden
- Robert Taylor : Inspecteur Peter Marenta
- Tzi Ma : Inspecteur Eddie Pak
- Mark McGann : Inspecteur CJ Brady
- Catherine Neilson : Inspecteur Kelly Lang

### Récurrent
- Kenny Chan: Inspecteur Chan
- Diego Swing : Frankie Ku
- Ming-Yang Li : Blind Beggar
- Christopher Leung : Szi Tai
- Winnie Tang : Jei

## Épisodes
1. Power Play
2. The Lost Man
3. Key Witness
4. Middleman
5. Angel Eyes
6. Fan Tan Man
7. Rummy's Cut
8. Spirit Runner
9. The Red Pole
10. Chinese Boxes
11. Slicing the Dragon
12. Big Circle
13. I Knew a Man